# Cachoeiras de Macacu (ort)
Cachoeiras de Macacu är en ort i Brasilien.   Den ligger i kommunen Cachoeiras de Macacu och delstaten Rio de Janeiro, i den sydöstra delen av landet, 900 km sydost om huvudstaden Brasília. Cachoeiras de Macacu ligger 63 meter över havet och antalet invånare är 46 177.
Terrängen runt Cachoeiras de Macacu är kuperad söderut, men norrut är den bergig. Cachoeiras de Macacu ligger nere i en dal. Det finns inga andra samhällen i närheten. 
Omgivningarna runt Cachoeiras de Macacu är huvudsakligen savann. Runt Cachoeiras de Macacu är det ganska tätbefolkat, med 70 invånare per kvadratkilometer.